# Адлерская ТЭС
Адлерская ТЭС — российская электростанция, расположенная в районе Имеретинской низменности Адлерского района города Сочи Краснодарского края и занимает площадь в 9,89 га.

## О проекте
Проект строительства осуществлялся в соответствии с п. 130 «Программы строительства олимпийских объектов и развития города Сочи как горноклиматического курорта», утверждённой Правительством РФ и в рамках Стратегии ОАО «Газпром» в электроэнергетике, направленной на модернизацию электроэнергетики страны, создание энергоэффективной и ресурсосберегающей экономики России. Реализация данного проекта решила проблему дефицита электроэнергии в районе города Сочи и обеспечила устойчивое энергоснабжение Олимпийских объектов Зимних Олимпийских Игр 2014 года.
До строительства новых объектов Сочи был одним из самых проблемных в плане обеспечения электроэнергией городов России, который остро нуждался в модернизации и строительстве новых энергоносителей; его энергетические объекты (Сочинская ТЭС, Краснополянская ГЭС, ТЭЦ Туапсинского НПЗ и ТЭЦ Небуг) были способны обеспечить лишь 25 % потребностей города в электроэнергии. Для обеспечения стабильного энергоснабжения привлекались мощности из соседних регионов России.
После проведения общественных слушаний и получения заключения государственной экспертизы в сентябре 2009 года Адлерская ТЭС стала одним из первых строящихся «Олимпийских» объектов в городе Сочи.
Генеральный подрядчик строительства Адлерской ТЭС — ОАО «ТЭК Мосэнерго», один из крупнейших в России энергоинжиниринговых холдингов. Проектировщиком станции стал институт «Мосэнергопроект» — один из ведущих российских проектных институтов, празднующий в 2022 году своё 100-летие. Проектирование и строительство осуществлялось в жёстком графике под усиленным контролем проверяющих органов ГК «Олимпстрой» и Ростехнадзора и было осуществлено в рекордные для строительства электростанции 3 года на площадке «с нуля». Во время торжественного пуска электростанции премьер-министр России Д. А. Медведев отдельно поблагодарил проектировщиков, которые смогли органично вписать энергокомплекс в ландшафтный олимпийский дизайн.

## Технические параметры станции
Небольшая площадь строительства и расположение строительной площадки на возвышенности потребовало от проектировщиков выработать ряд инновационных инженерных решений, благодаря которым объекты Адлерской ТЭС расположены компактно и построены с учётом сейсмоактивности в данном районе.
Два энергоблока парогазового цикла и четыре газовые турбины общей мощностью 367 МВт и тепловой мощности в 227 Гкал/ч позволили обеспечить более трети прогнозируемой нагрузки во время проведения Зимних Олимпийских игр 2014 года.
Современная технология парогазового цикла обеспечивает высокий КПД Адлерской ТЭС, который составит 52 процента (в среднем КПД тепловой электростанции составляет 40 процентов).
Основным топливом Адлерской ТЭС является природный газ (природный газ является самым чистым видом минерального топлива).
Охлаждение оборотного водоснабжения производится в сухих градирнях.
Основным объектом на площадке стал главный корпус ТЭС с пристроенными электротехническими помещениями и пристанционным узлом.
В главном корпусе расположены:
- машинный зал с паротурбинными установками и помещениями блочного щита управления;
- блок электротехнических помещений;
- помещения автоматизированной системы управления технологическими процессами, средствами связи, релейными системами.

С двух сторон к зданию примкнуты четыре газовые турбины в контейнерном исполнении с котлами-утилизаторами.
Обслуживающий персонал работает в две смены по 15 человек.

## Экологическая безопасность
Благодаря использованию современных технологий и оборотного водоснабжения с охлаждением в сухих градирнях, уровень тепловых выбросов в атмосферу удалось снизить на 30 процентов.
Низкий расход топлива и высокий КПД станции позволяют оптимально использовать природный газ.

## Строительство станции

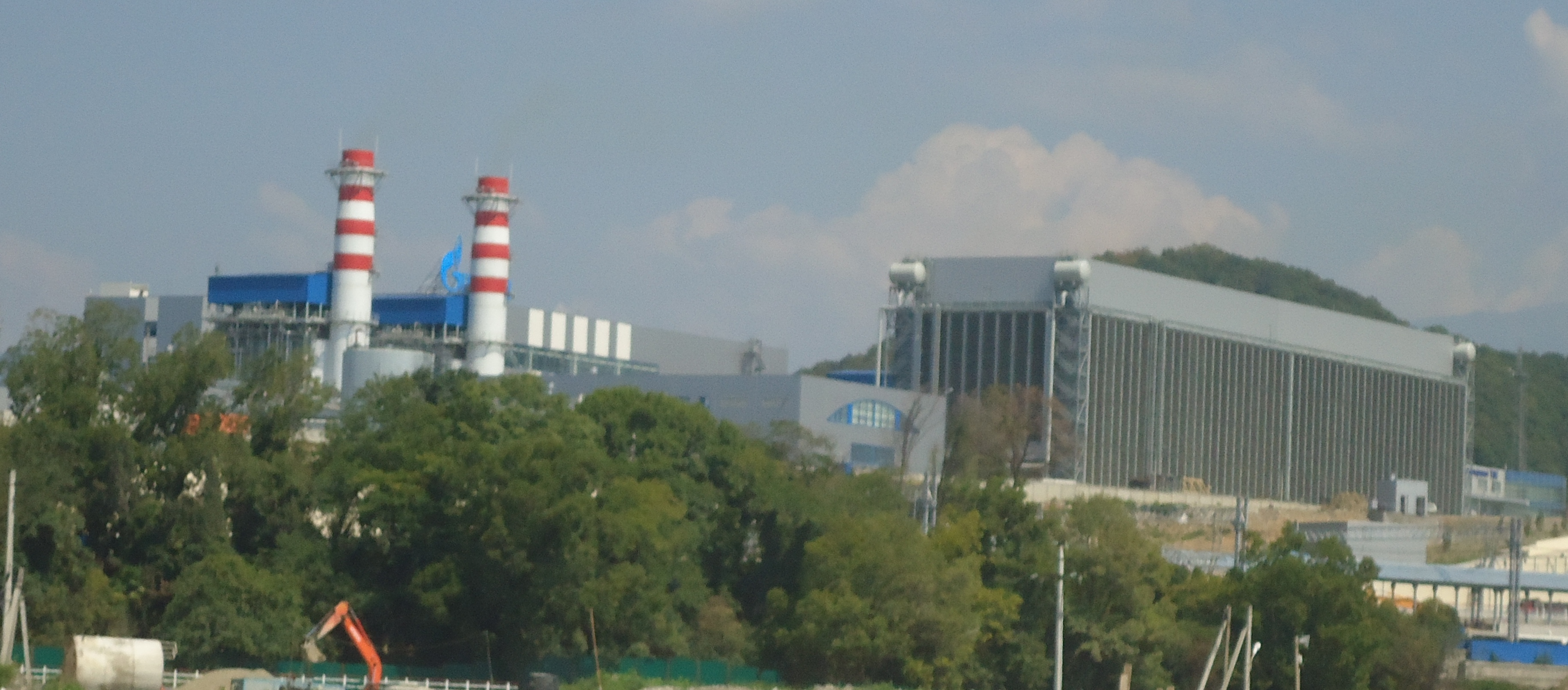
Адлерская ТЭС, август 2013.

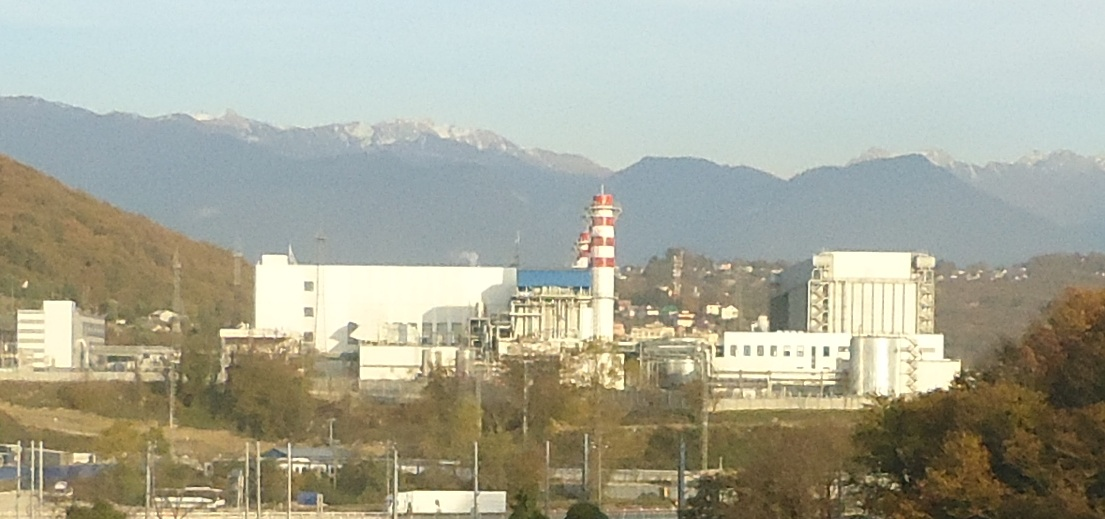
Адлерская ТЭС, ноябрь 2013.

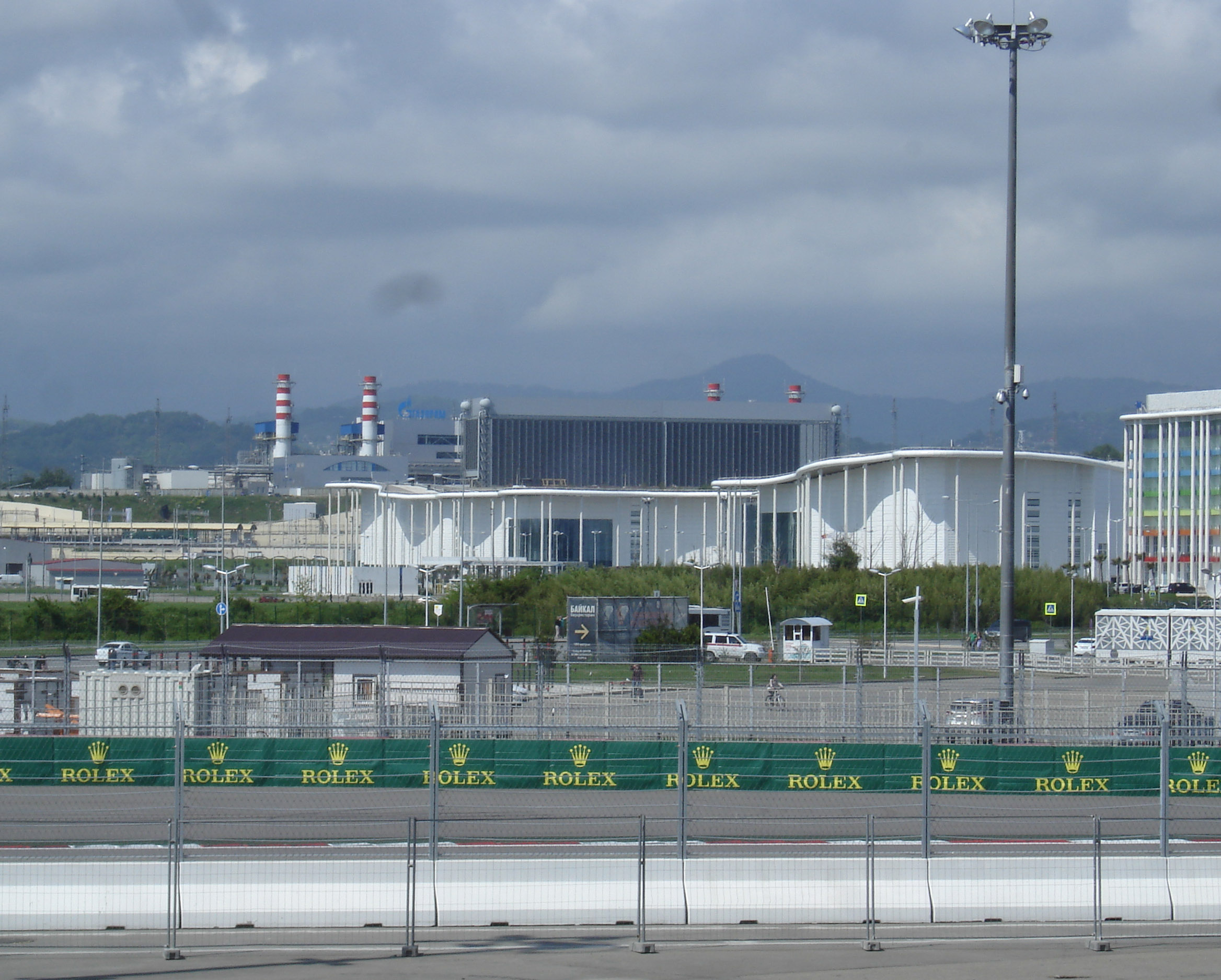
Адлерская ТЭС, май 2016.

- Сентябрь 2009 года — начало строительства[7].
- Май 2010 года — установка первой колонны главного здания[12].
- Август 2010 года — доставка первой газовой турбины на строительную площадку[13].
- Октябрь 2010 — установка на фундамент первой газовой турбины[14].
- Ноябрь 2010 года — доставка второй газовой турбины[15].
- Март 2011 года — окончание строительства главного корпуса[16].
- Апрель 2011 года — доставка паровых турбин[17].
- Апрель — Май 2011 года — пусконаладочные работы, монтаж оборудования парогазовой установки[18].
- Июнь 2011 года — подготовка к тестовой выдаче энергии[19].
- Июль 2011 года — завершение комплекса работ по приёму исходной воды, завершение испытания пожарной системы.
- Август 2011 года — испытания первой газовой турбины энергоблока № 1[20].
- Октябрь 2011 года — завершена установка многогранных опор на заходах ВЛ-220 кВ Псоу — Дагомыс на Адлерскую ТЭС[21].
- Январь 2012 года — строительство кабельной линии 110 кВ Адлерская ТЭС — Ледовый Дворец в Имеретинской низменности[22].
- Март 2012 года — строительные работы на Адлерской ТЭС близятся к завершающей стадии: идёт наладка оборудования, проведены необходимые промывки паропроводов и оборудования, поставлены на валоповорот две газовые турбины и первая паровая турбина.
- Апрель 2012 года — началась технологическая подача газа на Адлерскую ТЭС[23].
- 28 июня 2012 на Адлерской ТЭС состоялись тестовые испытания и набор электрической мощности первой газотурбинной установки (ГТУ-1). В ходе испытаний установка была выведена на номинальную мощность — 65 МВт[24].
- c 6 по 7 октября 2012 года состоялась тестовая подача тепла Адлерской ТЭС на Олимпийские объекты[25].
- 7 ноября 2012 года успешно завершено комплексное испытание оборудования станции, показавшее надёжность его работы и готовность ТЭС к выдаче номинальной электрической мощности 360 МВт. В ходе комплексного опробования все системы станции непрерывно работали в течение 72 часов с плановой нагрузкой[26].
- 21 января 2013 года — ввод ТЭС на проектную полную мощность[27].

## Перечень основного оборудования
| Агрегат                                                      | Тип                                   | Изготовитель              | Количество | Ввод в эксплуатацию | Основные характеристики | Основные характеристики  | Источники     |
| Агрегат                                                      | Тип                                   | Изготовитель              | Количество | Ввод в эксплуатацию | Параметр                | Значение                 | Источники     |
| ------------------------------------------------------------ | ------------------------------------- | ------------------------- | ---------- | ------------------- | ----------------------- | ------------------------ | ------------- |
| Оборудование парогазовых установок ПГУ-180 (энергоблоки 1,2) |                                       |                           |            |                     |                         |                          |               |
| Газовая турбина                                              | V64.3А                                | Ansaldo Energia (Италия)  | 4          | 2012 г.             | Топливо                 | газ                      | [ 28 ] [ 29 ] |
| Газовая турбина                                              | V64.3А                                | Ansaldo Energia (Италия)  | 4          | 2012 г.             | Установленная мощность  | 66 МВт                   | [ 28 ] [ 29 ] |
| Газовая турбина                                              | V64.3А                                | Ansaldo Energia (Италия)  | 4          | 2012 г.             | tвыхлопа                | 580 °C                   | [ 28 ] [ 29 ] |
| Котёл-утилизатор                                             | ПК 69 (Е-99,6/14,5-7,71/0,55-545/212) | ЗиО-Подольск              | 4          | 2012 г.             | Производительность      | 99,6 т/ч                 | [ 28 ]        |
| Котёл-утилизатор                                             | ПК 69 (Е-99,6/14,5-7,71/0,55-545/212) | ЗиО-Подольск              | 4          | 2012 г.             | Параметры пара          | 77,1 кгс/см2, 545 °С     | [ 28 ]        |
| Котёл-утилизатор                                             | ПК 69 (Е-99,6/14,5-7,71/0,55-545/212) | ЗиО-Подольск              | 4          | 2012 г.             | Тепловая мощность       | 0 Гкал/ч                 | [ 28 ]        |
| Паровая турбина                                              | Т-48/62-7,4/0,12                      | Калужский турбинный завод | 2          | 2012 г.             | Установленная мощность  | 48 МВт, 52 Мвт           | [ 28 ]        |
| Паровая турбина                                              | Т-48/62-7,4/0,12                      | Калужский турбинный завод | 2          | 2012 г.             | Тепловая нагрузка       | 45,1 Гкал/ч, 34,5 Гкал/ч | [ 28 ]        |
| Паровая турбина                                              | Т-48/62-7,4/0,12                      | Калужский турбинный завод | 2          | 2012 г.             | Параметры пара          | — кгс/см2, — °С          | [ 28 ]        |